# 德国轻巡洋舰列表

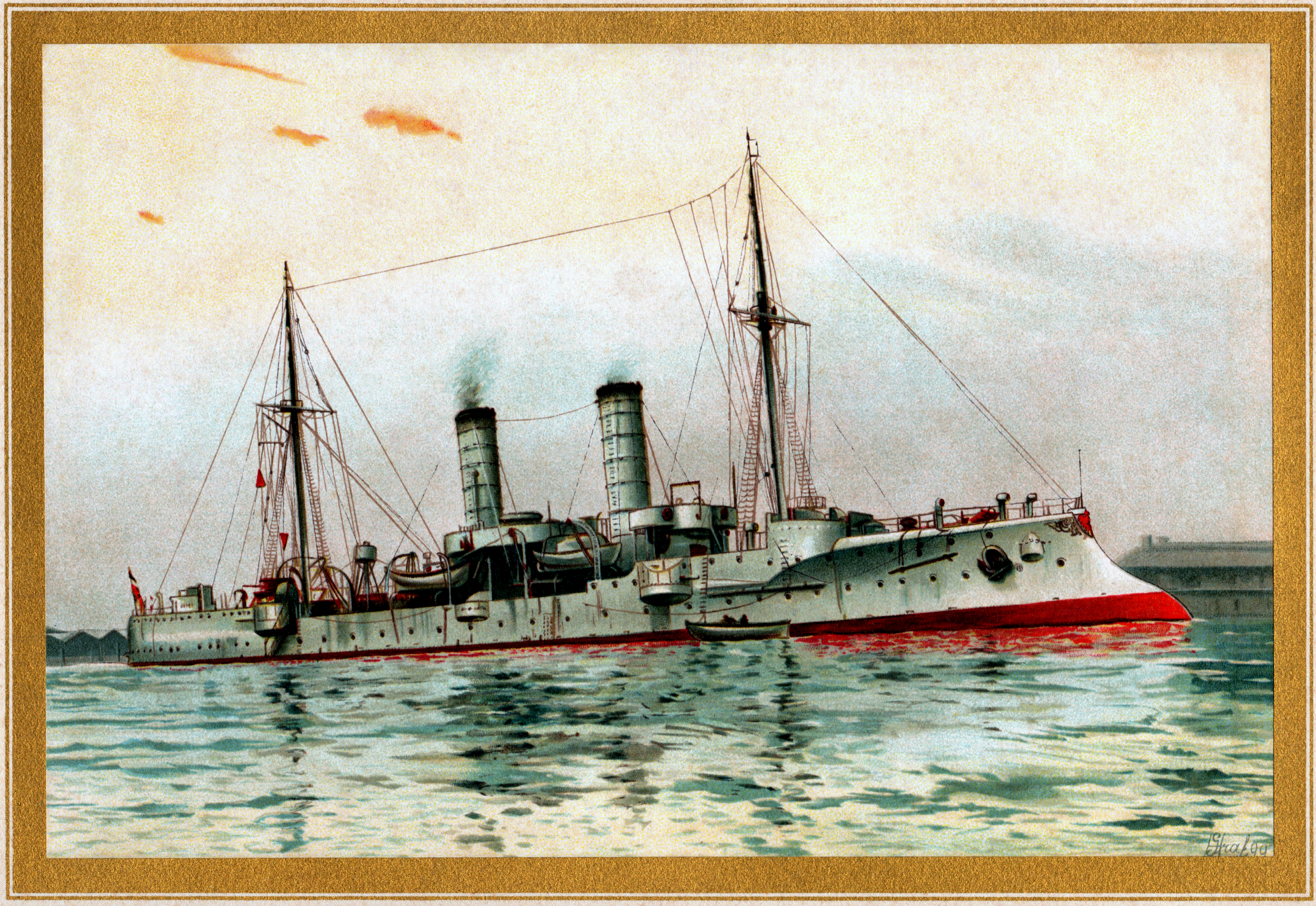
德国建造的第一艘现代轻巡洋舰——瞪羚号的石版画

1890年代至1940年代，德国海军——确切说是德意志帝国海军、魏玛国家海军和纳粹德国海军——建造一系列轻巡洋舰。1898年颁布的《海军法》批准一个建造轻巡洋舰的重大计划，该法规划30艘轻巡洋舰。第一批轻巡洋舰是瞪羚级，是基于几种无防护巡洋舰，如美洲鹰级以及通報艦，如赫拉号的过渡设计方案演进而来。瞪羚级的10艘舰只设计和建造方案也为后来几乎所有的德意志帝国海军轻巡洋舰奠定基本架构。在接下来的20年里，德国海军又陆续建造37艘轻巡洋舰。这些舰只的尺寸、速度、武器装备和装甲都在逐渐提升。最初装备的105（4.1英寸）SK L/40型舰炮被科尔堡级上更先进的L/45型所取代，之后又被皮劳级上装备的更强大的150（5.9英寸）SK L/45型舰炮所取代。防护能力方面，马格德堡级首次引进水线装甲带，大大提高舰只的防护能力。
这47艘轻巡洋舰在第一次世界大战期间在全球各地参与作战，其中大部分跟随德国海军舰队一起在北海和波罗的海海域活动，虽然有几艘在海外的军事基地服役，通常执行商业交通破坏作战。16艘轻巡洋舰在战争中因遭遇敌方潜艇、水雷或巡洋舰分舰队的攻击而损失。大多数残存舰只部分于1919年6月在斯卡帕湾自沉，其余在德国战败后被多个协约国当作战利品瓜分。其中几艘更被重新编入协约国的舰队。这当中意大利海军分到三艘，法国海军则得到四艘。德国海军仅被允许保留8艘最旧的巡洋舰，其中5艘在第二次世界大战中还继续担任次要角色。
《凡尔赛条约》允许德国海军更替那些一战留下来的旧巡洋舰，第一艘以新方案建造的轻巡洋舰埃姆登号开建于1920年代早期。其设计依然基于一战后期的思路。柯尼斯堡级和莱比锡级5艘舰只开始采用三联装炮塔和柴油、涡轮混合推进系统的新一代设计方案。1930年代后期，又有6艘M级计划建造，但是战争的爆发迫使她们被取消。埃姆登号、柯尼斯堡级和莱比锡级的六艘轻巡洋舰都曾在二战中服役。其中两艘在入侵挪威期间被击沉，三艘在战争的最后几个月被盟军轰炸机摧毁，只有一艘在二战后幸存下来。纽伦堡号是德国最后一艘完工的巡洋舰，战后被引渡给苏联，并被更名为马卡洛夫海军上将号，继续服役至1950年代末。
| 武装     | 主要武器的数量和类型                                 |
| 装甲     | 甲板装甲的厚度                                       |
| 排水量   | 作战时舰只满载排水量                                 |
| 推进器   | 传动轴的数量，推进系统的类型、可提供的最高航速和功率 |
| 服役     | 舰只开建和结束建造的日期以及其最终结局               |
| 龙骨敷设 | 开始安放龙骨的日期                                   |
| 交付日期 | 舰只交付使用的日期                                   |
| 结局     | 舰只最终结局（例如沉没、拆解）                       |

## 德意志帝国海军

### 瞪羚级

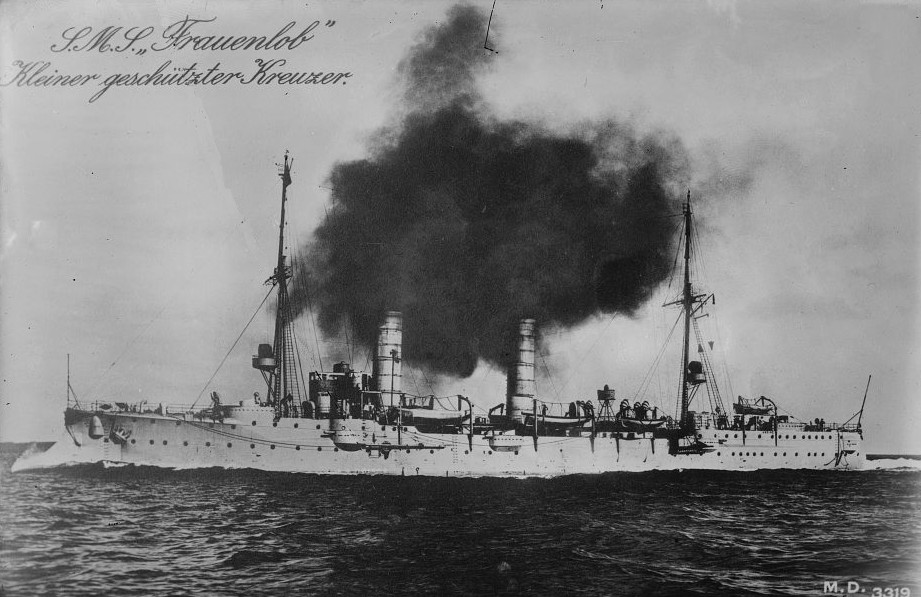
第一次世界大战前正在航行中的弗劳恩洛布号

瞪羚级是帝国海军的第一批现代轻巡洋舰。这级新型舰只是早期无防护巡洋舰，如美洲鹰级——以及几种实验性过渡型舰只，如吉菲昂号和赫拉号——设计思路的结晶。德国军方打算用瞪羚级舰只作为舰队侦察舰和海外巡洋舰。虽然比同一时期其他国家建造的舰只尺寸小，但她们却是这一时期建造的强大武装船只。因此，这些舰只可以有效地执行设计中设想的两种角色。根据历史学家埃里克·奥斯本（英語：Eric Osborne）的说法，“瞪羚级轻巡洋舰开创这种通用设计的未来趋势......（这些）舰只表面只装备很少或根本不装备装甲，以期大幅提升舰只的航速。”事实上，未来帝国海军建造的所有轻巡洋舰基本上都遵循同样的模式，几乎没有根本性的改变。
10舰在整个服役生涯中扮演过各种各样的角色。一战前，这些舰只大多在海外基地或主要舰队服役，而宁芙号和温蒂妮号则充当训练舰。由于舰龄已高，瞪羚级各舰于1914年初被降格为预备役。但在1914年8月第一次世界大战爆发后，这些舰只又被动员起来加入现役。其中大部分一开始用于波罗的海沿海防御，只有弗劳恩洛布号和阿里阿德涅号在舰队中服役。1914年8月28日，阿里阿德涅号在赫尔戈兰湾海战中被几艘英军战列巡洋舰击沉。1916年5月31日，弗劳恩洛布号在日德兰海战被英军南安普顿号轻巡洋舰用鱼雷击沉，几乎全舰覆灭。在波罗的海，温蒂妮号于1915年11月7日被英军E19号潜艇以鱼雷击沉。

剩下的7艘幸存的舰只于1916年退出一线作战任务，转而用作辅助用途。除了1920年被拆解的瞪羚号，其余舰只继续在新组建的国家海军服役。1925年，尼俄伯号被卖给南斯拉夫，并改名为达鲁玛奇亚号，而宁芙号和忒提斯号则在1930年代早期被拆解。1930年代剩下的时间里，阿科纳号、美杜莎号和阿玛宗号被用作军营船。第二次世界大战爆发后，从1940年到战争结束，为了保卫德国的港口，美杜莎号和阿科纳号被改装成浮动防空炮台，直到1945年5月3日被舰员自沉。与此同时，阿玛宗号继续作为军营船服役直到终战。1943年，达鲁玛奇亚号最终回到德军的控制之下，并在同年12月被英军魚雷快艇摧毁。
| 舰名                    | 武装                   | 装甲           | 排水量                 | 推进器                                                                                             | 服役     | 服役          | 服役                                |
| 舰名                    | 武装                   | 装甲           | 排水量                 | 推进器                                                                                             | 龙骨敷设 | 交付日期      | 结局                                |
| ----------------------- | ---------------------- | -------------- | ---------------------- | -------------------------------------------------------------------------------------------------- | -------- | ------------- | ----------------------------------- |
| 瞪羚号 （德語：SMS Gazelle）       | 10门105毫米SK L/40舰炮 | 25（0.98英寸） | 2,963公噸（2,916長噸） | 2轴，2台四缸三涨往复式发动机，19.5節（36.1每小時；22.4英里每小時），6,366匹指示馬力（4,747千瓦特） | 1897年   | 1901年6月15日 | 1920年拆解                          |
| 尼俄伯号 （德語：SMS Niobe）     | 10门105毫米SK L/40舰炮 | 25（0.98英寸） | 2,963公噸（2,916長噸） | 2轴，2台四缸三涨往复式发动机，21.5節（39.8每小時；24.7英里每小時），8,113匹指示馬力（6,050千瓦特） | 1898年   | 1900年6月25日 | 1943年12月19日被毁                  |
| 宁芙号 （德語：SMS Nymphe）       | 10门105毫米SK L/40舰炮 | 25（0.98英寸） | 3,017公噸（2,969長噸） | 2轴，2台四缸三涨往复式发动机，21.5節（39.8每小時；24.7英里每小時），8,486匹指示馬力（6,328千瓦特） | 1898年   | 1900年9月20日 | 1932年拆解                          |
| 忒提斯号 （德語：SMS Thetis）     | 10门105毫米SK L/40舰炮 | 25（0.98英寸） | 3,017公噸（2,969長噸） | 2轴，2台四缸三涨往复式发动机，21.5節（39.8每小時；24.7英里每小時），8,888匹指示馬力（6,628千瓦特） | 1899年   | 1901年9月14日 | 1930年拆解                          |
| 阿里阿德涅号 （德語：SMS Ariadne） | 10门105毫米SK L/40舰炮 | 25（0.98英寸） | 3,006公噸（2,959長噸） | 2轴，2台三缸三胀往复式发动机，21.5節（39.8每小時；24.7英里每小時），8,827匹指示馬力（6,582千瓦特） | 1899年   | 1901年5月18日 | 1914年8月28日在赫尔戈兰湾海战中沉没 |
| 阿玛宗号 （德語：SMS Amazone）     | 10门105毫米SK L/40舰炮 | 25（0.98英寸） | 3,082公噸（3,033長噸） | 2轴，2台三缸三涨往复式发动机，21.5節（39.8每小時；24.7英里每小時），9,018匹指示馬力（6,725千瓦特） | 1899年   | 1901年5月18日 | 1954年拆解                          |
| 美杜莎号 （德語：SMS Medusa）     | 10门105毫米SK L/40舰炮 | 25（0.98英寸） | 2,972公噸（2,925長噸） | 2轴，2台三缸三涨往复式发动机，21.5節（39.8每小時；24.7英里每小時），7,973匹指示馬力（5,945千瓦特） | 1900年   | 1901年7月26日 | 1948年至1950年间拆解                |
| 弗劳恩洛布号  | 10门105毫米SK L/40舰炮 | 25（0.98英寸） | 3,158公噸（3,108長噸） | 2轴，2台三缸三涨往复式发动机，21.5節（39.8每小時；24.7英里每小時），8,623匹指示馬力（6,430千瓦特） | 1901年   | 1903年2月17日 | 1916年5月31日在日德兰海战中沉没     |
| 阿科纳号 （德語：SMS Arcona）     | 10门105毫米SK L/40舰炮 | 25（0.98英寸） | 3,180公噸（3,130長噸） | 2轴，2台三缸三涨往复式发动机，21.5節（39.8每小時；24.7英里每小時），8,580匹指示馬力（6,400千瓦特） | 1901年   | 1903年5月12日 | 1948年拆解                          |
| 温蒂妮号 （德語：SMS Undine）     | 10门105毫米SK L/40舰炮 | 25（0.98英寸） | 3,112公噸（3,063長噸） | 2轴，2台往复式发动机，21.5節（39.8每小時；24.7英里每小時），8,696匹指示馬力（6,485千瓦特）         | 1901年   | 1904年1月5日  | 1915年11月7日沉没                   |

### 不莱梅级

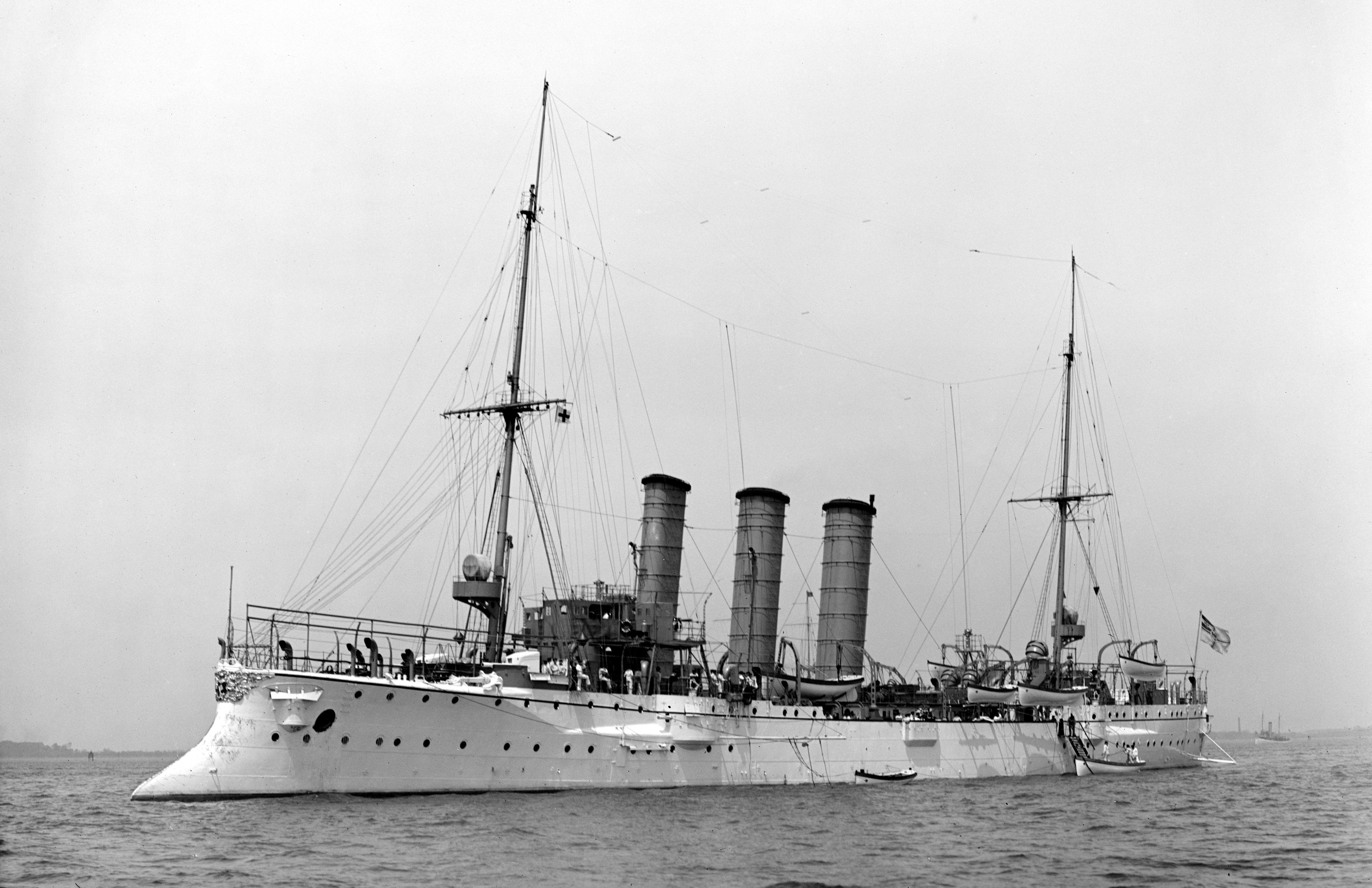
1907年在美国的不莱梅号

不莱梅级是早期瞪羚级的一个改进版，相较于后者有着更大的舰体尺寸和更快的航速。这两个舰级的舰只在其他诸多方面都非常相似，譬如都安装105毫米口径主炮。而其中一艘，吕贝克号装备有新型的帕森斯蒸汽轮机，用以评估该款动力在未来设计中的应用前景，而其他舰只则保留此前已经经过验证的三胀往复式蒸汽机。这些舰只在和平时期的服役生涯中担任过多种职务。不莱梅号和莱比锡号早期的服役生涯中一直隶属于东亚分舰队，除了慕尼黑号被用作鱼雷训练舰之外，其他舰只都被分配到舰队侦察部队。
一战期间，这些舰只活跃于各场战斗中。莱比锡号在科罗内尔海战中与东亚分舰队并肩作战，后来在1914年末的福克蘭群島海戰中被击沉。慕尼黑号在日德兰受创。1915年和1917年，不莱梅号、吕贝克号和但泽号分别在里加湾海战和阿尔比恩行动与俄军交战。柏林号和慕尼黑号双双于1916年退役，后者退役前被一枚水雷重创。战后只有柏林号和汉堡号最终留存在德国。其他幸存的舰只作为战利品被英军扣押，并在1920年代早期陆续拆解。1920年代，仅存的两舰被用作训练巡洋舰，1930年代又被用作军营船。汉堡号在1944年第二次世界大战期间被英军轰炸机击沉，柏林号在1947年被用于装载化学武器并在斯卡格拉克海峡自沉以处理弹药。
| 舰名                | 武装                   | 装甲          | 排水量                 | 推进器                                                                                 | 服役     | 服役          | 服役                                |
| 舰名                | 武装                   | 装甲          | 排水量                 | 推进器                                                                                 | 龙骨敷设 | 交付日期      | 结局                                |
| ------------------- | ---------------------- | ------------- | ---------------------- | -------------------------------------------------------------------------------------- | -------- | ------------- | ----------------------------------- |
| 不莱梅号 （德語：SMS Bremen） | 10门105毫米SK L/40舰炮 | 80（3.1英寸） | 3,797公噸（3,737長噸） | 2轴，2台往复式发动机，22節（41每小時；25英里每小時），12,100匹指示馬力（9,000千瓦特）  | 1902年   | 1904年5月19日 | 1915年2月17日沉没                   |
| 汉堡号 （德語：SMS Hamburg）   | 10门105毫米SK L/40舰炮 | 80（3.1英寸） | 3,651公噸（3,593長噸） | 2轴，2台往复式发动机，22節（41每小時；25英里每小時），11,582匹指示馬力（8,637千瓦特）  | 1902年   | 1904年3月8日  | 1956年拆解                          |
| 柏林号 （德語：SMS Berlin）   | 10门105毫米SK L/40舰炮 | 80（3.1英寸） | 3,792公噸（3,732長噸） | 2轴，2台往复式发动机，22節（41每小時；25英里每小時），12,140匹指示馬力（9,050千瓦特）  | 1902年   | 1905年4月4日  | 1947年自沉                          |
| 吕贝克号 （德語：SMS Lübeck） | 10门105毫米SK L/40舰炮 | 80（3.1英寸） | 3,661公噸（3,603長噸） | 4轴，2台汽轮机，22.5節（41.7每小時；25.9英里每小時），14,035匹指示馬力（10,466千瓦特） | 1903年   | 1906年4月26日 | 1922年至1923年间拆解                |
| 慕尼黑号 （德語：SMS München） | 10门105毫米SK L/40舰炮 | 80（3.1英寸） | 3,780公噸（3,720長噸） | 2轴，2台往复式发动机，22節（41每小時；25英里每小時），12,205匹指示馬力（9,101千瓦特）  | 1903年   | 1905年1月10日 | 1920年拆解                          |
| 莱比锡号  | 10门105毫米SK L/40舰炮 | 80（3.1英寸） | 3,756公噸（3,697長噸） | 2轴，2台往复式发动机，22節（41每小時；25英里每小時），11,116匹指示馬力（8,289千瓦特）  | 1904年   | 1906年4月20日 | 1914年12月8日在福克蘭群島海戰中沉没 |
| 但泽号 （德語：SMS Danzig）   | 10门105毫米SK L/40舰炮 | 80（3.1英寸） | 3,783公噸（3,723長噸） | 2轴，2台往复式发动机，22節（41每小時；25英里每小時），12,022匹指示馬力（8,965千瓦特）  | 1904年   | 1907年12月1日 | 1922年至1923年间拆解                |

### 柯尼斯堡级（1905年）

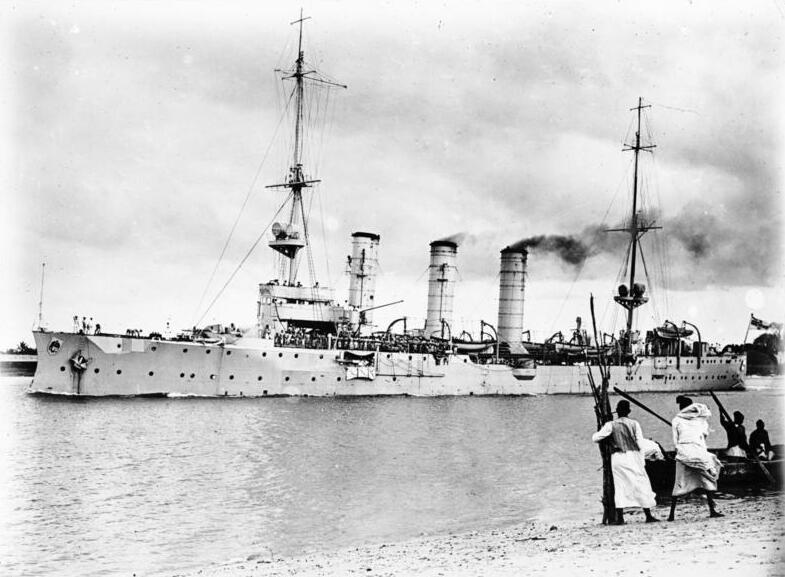
停泊在德属东非的柯尼斯堡号

第一代柯尼斯堡级延续德国轻巡洋舰设计思路的一贯风格。和不莱梅级一样，这个新舰级的其中一艘——司坦丁号——也以测试目的而安装试验用的帕森斯蒸汽轮机。该级舰只保留和不莱梅级类似的武器装备和装甲防护设计。四舰在服役后都隶属于公海舰队，纽伦堡号于1910年被派往亚洲，而柯尼斯堡号于1914年被派往东非水域。
本级四舰在一战中参与各种大小战斗。战争初期，柯尼斯堡号驻扎在达累斯萨拉姆地区，并在该区域执行一段时间并不怎么成功的破交战任务。在此期间，她曾成功摧毁英军飞马座号防护巡洋舰。她最终于1915年被困在鲁菲吉河，其后被两艘英军浅水重炮舰击沉。然而，对于该舰来说，战争并没有结束，她的舰炮被拆下，并被投入保罗·冯·莱托-福尔贝克的东非战役中。纽伦堡号参加科罗内尔和福克兰群岛的海战，直到在战斗中被击沉。1914年8月，司坦丁号参加赫尔戈兰湾海战。她和斯图加特号都参加日德兰海战。1917年后，司坦丁号被用作训练船，而斯图加特号则于1918年被改装成水上飞机母舰。两舰在战后都被作为英军的战利舰，并在1920年代早期被废弃拆解。
| 舰名                  | 武装                   | 装甲   | 排水量                 | 推进器                                                                                     | 服役     | 服役           | 服役                                |
| 舰名                  | 武装                   | 装甲   | 排水量                 | 推进器                                                                                     | 龙骨敷设 | 交付日期       | 结局                                |
| --------------------- | ---------------------- | ------ | ---------------------- | ------------------------------------------------------------------------------------------ | -------- | -------------- | ----------------------------------- |
| 柯尼斯堡号  | 10门105毫米SK L/40舰炮 | 80毫米 | 3,814公噸（3,754長噸） | 2轴，2台三涨往复式蒸汽机，23節（43每小時；26英里每小時），13,918匹指示馬力（10,379千瓦特） | 1905年   | 1907年4月6日   | 1915年7月11日自沉                   |
| 纽伦堡号 （德語：SMS Nürnberg）   | 10门105毫米SK L/40舰炮 | 80毫米 | 3,902公噸（3,840長噸） | 2轴，2台三涨往复式蒸汽机，23節（43每小時；26英里每小時），13,154匹指示馬力（9,809千瓦特）  | 1906年   | 1908年4月10日  | 1914年12月8日在福克兰群岛海战中沉没 |
| 斯图加特号 （德語：SMS Stuttgart） | 10门105毫米SK L/40舰炮 | 80毫米 | 4,002公噸（3,939長噸） | 2轴，2台三涨往复式蒸汽机，23節（43每小時；26英里每小時），13,146匹指示馬力（9,803千瓦特）  | 1905年   | 1908年2月1日   | 1920年拆解                          |
| 司坦丁号 （德語：SMS Stettin）   | 10门105毫米SK L/40舰炮 | 80毫米 | 3,822公噸（3,762長噸） | 2轴，2台蒸汽轮机，24節（44每小時；28英里每小時），21,670匹指示馬力（16,160千瓦特）         | 1906年   | 1907年10月29日 | 1921年至1923年间拆解                |

### 德累斯顿级

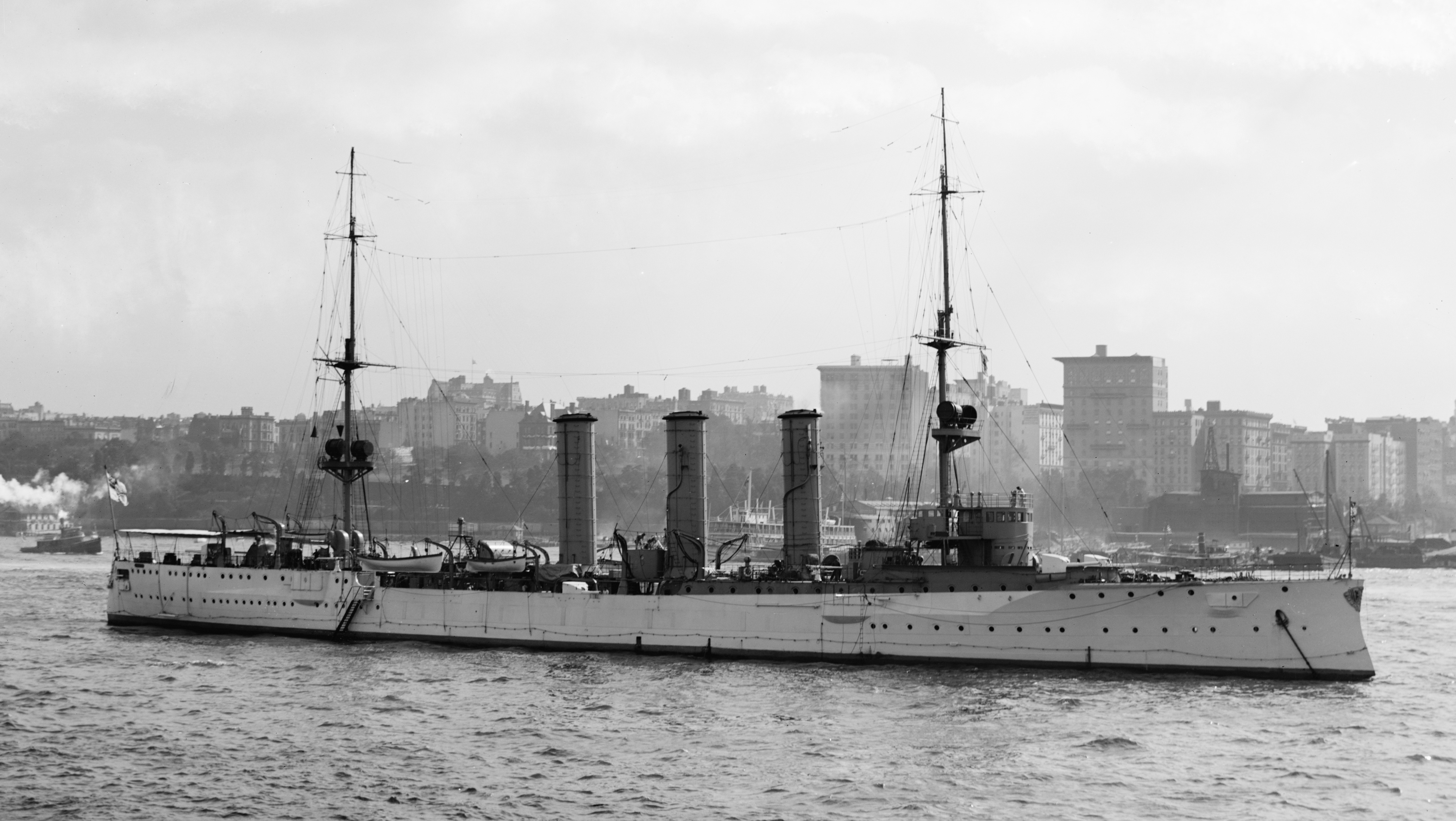
1909年在纽约的德累斯顿号

1905年至1906年间的造舰计划中订购的两艘德累斯顿级代表帝国海军稳步提升舰只排水量设计趋势的延续。两舰的最高航速与之前的柯尼斯堡级相同。与前几个舰级一样，其中一艘（德累斯顿号）装备涡轮发动机，另一艘（埃姆登号）则装备往复式发动机。这也是德国巡洋舰只最后一次使用老式的三胀式发动机。此后所有的设计都普遍采用蒸汽轮机。德累斯顿号和埃姆登号的服役生涯非常短暂但很活跃。两舰的大部分时间都在海外服役，埃姆登号入列后被分配到东亚分舰队，德累斯顿号在北美大西洋沿岸度过大部分时间。
1914年战争爆发后，在加入冯·斯佩的分舰队之前，德累斯顿号最初在大西洋海域执行破交战，随后在南美洲附近航行。她参加科罗内尔和福克兰群岛的海战，她也是唯一一艘在科罗内尔海战中幸免于难的德国巡洋舰。1915年3月，她被英军巡洋舰困在鲁宾逊克鲁索岛。经受英军舰队的短暂轰炸后，德累斯顿号的舰员选择在港口将她自沉。与此同时，埃姆登号已经脱离东亚分舰队，在印度洋上独自执行交通线破坏任务。她在该地区对盟军商船的攻击活动非常成功，并曾在槟城港口击沉俄罗斯珍珠号防护巡洋舰。此后不久，澳大利亚悉尼号轻巡洋舰在科科斯群岛附近发现埃姆登号，并将其重伤，最终迫使埃姆登号搁浅在北基林岛上。
| 舰名                  | 武装                   | 装甲   | 排水量                 | 推进器                                                                                       | 服役     | 服役           | 服役                              |
| 舰名                  | 武装                   | 装甲   | 排水量                 | 推进器                                                                                       | 龙骨敷设 | 交付日期       | 结局                              |
| --------------------- | ---------------------- | ------ | ---------------------- | -------------------------------------------------------------------------------------------- | -------- | -------------- | --------------------------------- |
| 德累斯顿号 （德語：SMS Dresden） | 10门105毫米SK L/40舰炮 | 80毫米 | 4,268公噸（4,201長噸） | 2轴，2台蒸汽轮机，24節（44每小時；28英里每小時），18,880匹指示馬力（14,080千瓦特）           | 1906年   | 1908年11月14日 | 1915年3月14日自沉                 |
| 埃姆登号    | 10门105毫米SK L/40舰炮 | 80毫米 | 4,268公噸（4,201長噸） | 2轴，2台往复式发动机，23.5節（43.5每小時；27.0英里每小時），16,350匹指示馬力（12,190千瓦特） | 1906年   | 1909年7月20日  | 1914年11月9日在科科斯岛海战中搁浅 |

### 科尔堡级
科尔堡级代表德国轻巡洋舰设计方案在作战能力方面的第一次重大改进，无论是质量上还是数量上。该级舰只装备长炮管的105毫米SK L/45型火炮，这种火炮的初速更高，因此比早期的L/40型火炮射程更远。此外，本级舰只还装备一组额外的副炮，以加强舷侧火力。本舰级的排水量比前级的德累斯顿级大一千多吨。所有四舰都由涡轮机驱动，这使得她们的速度与之前的舰只相比有了显著的提高。
四舰在战争期间都参加重大行动。8月2日，奥格斯堡号打响对俄战争的第一枪。战争的第一个月，美因茨号和科隆号在赫尔戈兰湾海战中被击沉。1915年1月，科尔堡号参加第一次多格尔沙洲海战。1915年8月，科尔堡号和奥格斯堡号都参加里加湾海战，1917年10月参加阿尔比恩行动。战争结束后，科尔堡号作为战利品被法国海军扣押，并改名为科尔玛号并继续服役几年，于1929年被拆解。奥格斯堡号被引渡给日本，后者于1922年将其拆解。
| 舰名                  | 武装                   | 装甲          | 排水量                 | 推进器                                                                                    | 服役     | 服役          | 服役                                |
| 舰名                  | 武装                   | 装甲          | 排水量                 | 推进器                                                                                    | 龙骨敷设 | 交付日期      | 结局                                |
| --------------------- | ---------------------- | ------------- | ---------------------- | ----------------------------------------------------------------------------------------- | -------- | ------------- | ----------------------------------- |
| 科尔堡号 （德語：SMS Kolberg）   | 12门105毫米SK L/45舰炮 | 40（1.6英寸） | 5,418公噸（5,332長噸） | 4轴，4台蒸汽轮机， 25.5節（47.2每小時；29.3英里每小時），30,400匹指示馬力（22,700千瓦特） | 1908年   | 1910年6月21日 | 1929年拆解                          |
| 美因茨号 （德語：SMS Mainz）   | 12门105毫米SK L/45舰炮 | 40（1.6英寸） | 4,889公噸（4,812長噸） | 2轴，2台蒸汽轮机，26節（48每小時；30英里每小時），22,040匹指示馬力（16,440千瓦特）        | 1907年   | 1909年10月1日 | 1914年8月28日在赫尔戈兰湾海战中沉没 |
| 科隆号      | 12门105毫米SK L/45舰炮 | 40（1.6英寸） | 4,864公噸（4,787長噸） | 4轴，4台蒸汽轮机，25.5節（47.2每小時；29.3英里每小時），29,036匹指示馬力（21,652千瓦特）  | 1908年   | 1911年6月16日 | 1914年8月28日在赫尔戈兰湾海战中沉没 |
| 奥格斯堡号  | 12门105毫米SK L/45舰炮 | 40（1.6英寸） | 4,882公噸（4,805長噸） | 4轴，4台蒸汽轮机，25.5節（47.2每小時；29.3英里每小時），31,033匹指示馬力（23,141千瓦特）  | 1908年   | 1910年10月1日 | 1922年拆解                          |

### 马格德堡级

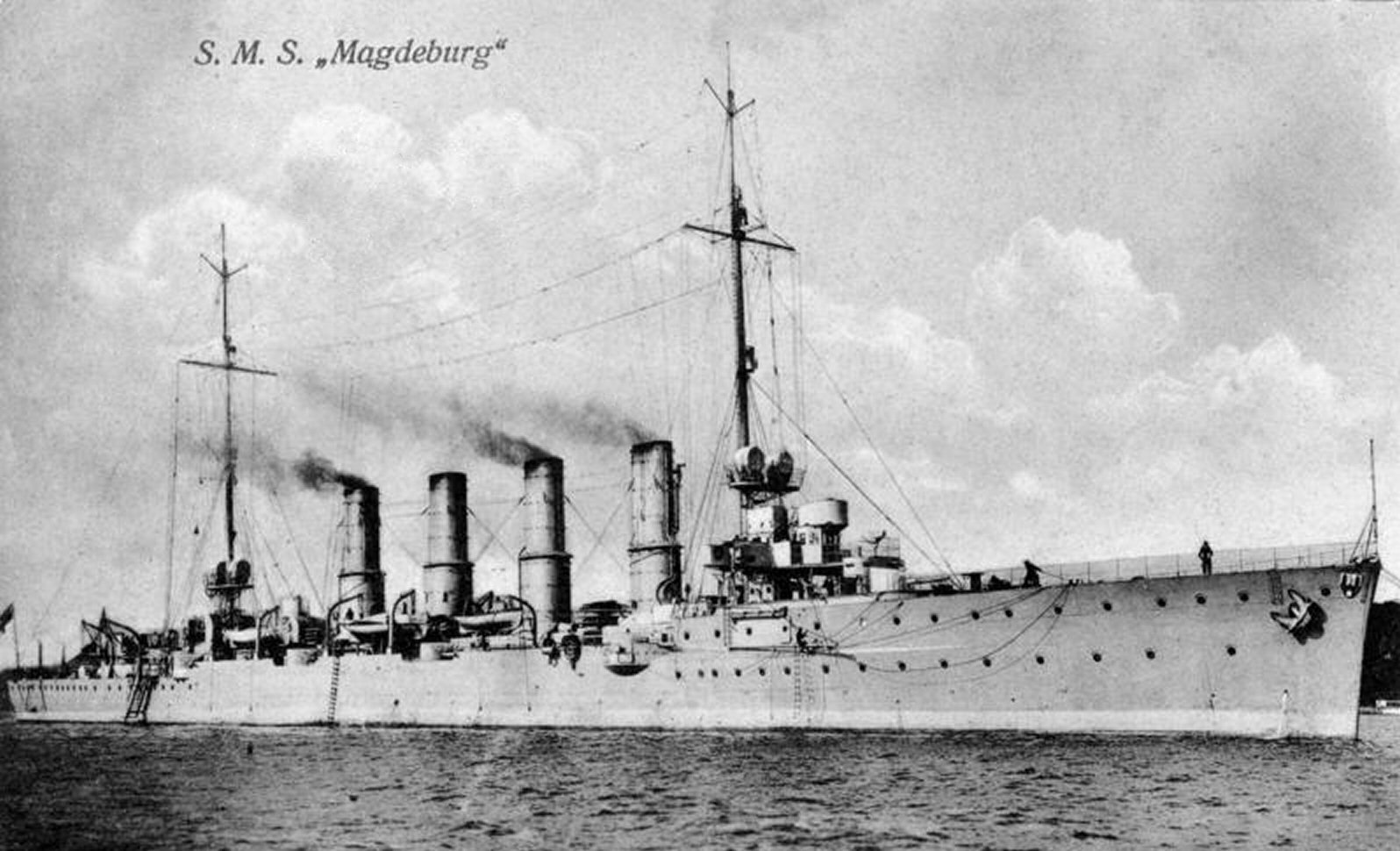
1912年的马格德堡号

与早期几种舰只的设计相比，马格德堡级引入几项重大改进，包括为了提高耐波性而采用的更有效的舰艏形状，以及为了更高效容纳舰载水雷而缩短的后甲板。最重要的是增加水线装甲带，以提高新造舰只的防御能力。该级舰只配备有更强大的涡轮机，由此获得更高的航速。
1914年8月26日，马格德堡号在波罗的海与俄军作战时搁浅，从此结束自己的服役生涯。俄军从舰上缴获密码本，并将其副本交给英国，这对北海海战的结果产生重大影响。布雷斯劳号和戈本号战列巡洋舰一起被分配到地中海分队。一战爆发时，她们编队前往君士坦丁堡，在那里被转让给奥斯曼帝国海军。此后她们帮助奥斯曼帝国在战争中辅佐德国一方的行动。在奥斯曼帝国海军服役的布雷斯劳号改名为米迪利号，最终在1918年1月的因布罗斯海战中被英军的水雷击沉。
另外两舰，施特拉斯堡号和施特拉尔松德号则一直在公海舰队服役，参与包括赫尔戈兰湾和多格尔沙滩在内的几场主要海役，然而两舰都没有出现在日德兰海战中。一战后两舰都得以幸存，施特拉斯堡号向意大利方面投降，并重新命名为塔兰托号。她在二战期间仍旧持续服役，直到1944年被盟军轰炸机击沉。施特拉尔松德号则被法军接收，更名为米卢斯号。她一直服役到1925年并最终于1935年报废拆解。
| 舰名                      | 武装                   | 装甲          | 排水量                 | 推进器                                                                                   | 服役     | 服役           | 服役                              |
| 舰名                      | 武装                   | 装甲          | 排水量                 | 推进器                                                                                   | 龙骨敷设 | 交付日期       | 结局                              |
| ------------------------- | ---------------------- | ------------- | ---------------------- | ---------------------------------------------------------------------------------------- | -------- | -------------- | --------------------------------- |
| 马格德堡号      | 12门105毫米SK L/45舰炮 | 60（2.4英寸） | 4,570公噸（4,498長噸） | 3轴，3台汽轮机，27.5節（50.9每小時；31.6英里每小時），29,904匹指示馬力（22,299千瓦特）   | 1910年   | 1912年8月20日  | 1914年8月26日搁浅                 |
| 布雷斯劳号 （德語：SMS Breslau）     | 12门105毫米SK L/45舰炮 | 60（2.4英寸） | 5,281公噸（5,198長噸） | 4轴，2台蒸汽轮机，27.5節（50.9每小時；31.6英里每小時），33,482匹指示馬力（24,968千瓦特） | 1910年   | 1912年5月10日  | 1918年1月20日在因布罗斯海战中沉没 |
| 施特拉斯堡号    | 12门105毫米SK L/45舰炮 | 60（2.4英寸） | 5,281公噸（5,198長噸） | 2轴，2台蒸汽轮机，27.5節（50.9每小時；31.6英里每小時），33,742匹指示馬力（25,161千瓦特） | 1910年   | 1912年10月9日  | 1944年9月23日沉没                 |
| 施特拉尔松德号 （德語：SMS Stralsund） | 12门105毫米SK L/45舰炮 | 60（2.4英寸） | 5,587公噸（5,499長噸） | 3轴，3台蒸汽轮机，27.5節（50.9每小時；31.6英里每小時），35,515匹指示馬力（26,484千瓦特） | 1910年   | 1912年12月10日 | 1935年拆解                        |

### 卡尔斯鲁厄级

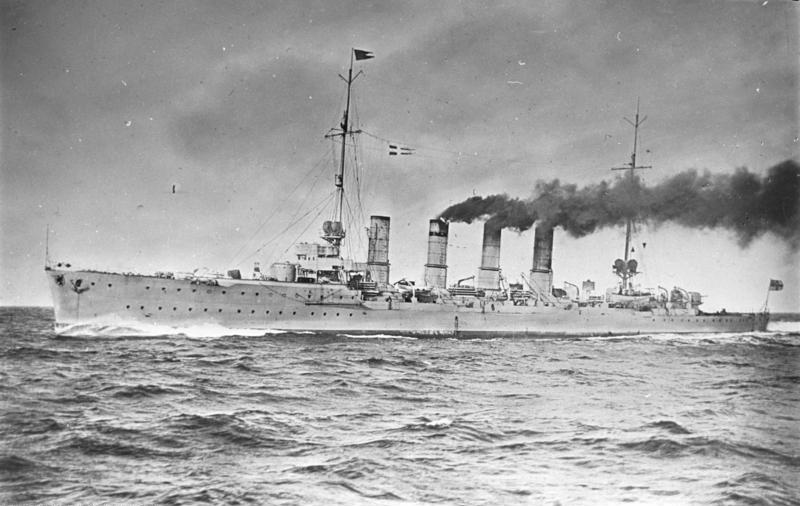
航行中的卡尔斯鲁厄号

相比于马格德堡级，卡尔斯鲁厄级舰只体积更大，航速更快，舰体外壳倾斜角度也更大，但装备的主炮组和防护装甲方案却是相同的。本级舰只也是德国海军在第一次世界大战爆发之前最后一批入役的巡洋舰。1914年中，卡尔斯鲁厄号被派往加勒比海地区，以接替德累斯顿号的位置。1914年7月底，就在卡尔斯鲁厄号抵达防区后不久，一战就在欧洲爆发。此后，卡尔斯鲁厄号扮演着通商破坏者的角色。她在巴西海岸捕获或击沉大约16艘船只，随后一次意外爆炸摧毁这艘舰只并葬送大部分舰员的性命。
与此同时，罗斯托克号仍然留在公海舰队。1916年4月，她参加多格尔沙滩、炮击雅茅斯和洛斯托夫特的战斗以及一个月后的日德兰海战。在日德兰海战中，她协助摧毁两艘英军驱逐舰。然而在5月31日至6月1日夜间激烈的战斗中，罗斯托克号被英军驱逐舰发射的鱼雷击中。第二天早上，当英军都柏林号轻巡洋舰赶到现场时，她已经被舰员自沉以避免被英军俘获。
| 舰名                    | 武装                   | 装甲   | 排水量                 | 推进器                                                                             | 服役          | 服役          | 服役                           |
| 舰名                    | 武装                   | 装甲   | 排水量                 | 推进器                                                                             | 龙骨敷设      | 交付日期      | 结局                           |
| ----------------------- | ---------------------- | ------ | ---------------------- | ---------------------------------------------------------------------------------- | ------------- | ------------- | ------------------------------ |
| 卡尔斯鲁厄号  | 12门105毫米SK L/45舰炮 | 60毫米 | 6,191公噸（6,093長噸） | 2轴，2台蒸汽轮机，28節（52每小時；32英里每小時），37,885匹指示馬力（28,251千瓦特） | 1911年9月21日 | 1914年1月15日 | 1914年11月4日沉没              |
| 罗斯托克号    | 12门105毫米SK L/45舰炮 | 60毫米 | 6,191公噸（6,093長噸） | 2轴，2台蒸汽轮机，28節（52每小時；32英里每小時），43,638匹指示馬力（32,541千瓦特） | 1911年        | 1914年2月5日  | 1916年6月1日在日德兰海战中沉没 |

### 格劳登兹级

累根斯堡号的武器和装甲布局图

格劳登兹级轻巡洋舰与前一级卡尔斯鲁厄级非常相似，舰体尺寸和航速相当，而且都装备相同的主炮组。本舰级两舰格劳登兹号和累根斯堡号在设计上回到早期轻巡洋舰的三烟囱布局设计方案，因此与前级可以通过烟囱的数量在视觉上加以区分。两舰都在公海舰队的侦察部队服役。格劳登兹号参加1914年12月对斯卡伯勒、哈特尔普尔和惠特比的袭击战以及1915年8月的里加湾海战。她在1916年中期被水雷损坏，因此日德兰海战期间停靠在港口修理。累根斯堡号则参加这场战斗，她率领鱼雷艇大队加入由战列巡洋舰组成的第一偵查集群。尽管主导几波针对英军舰队的鱼雷攻击，累根斯顿号在整场战斗中完好无损。
两舰都在战争中幸存下来。格劳登兹号被引渡给意大利，更名为安科纳号，并一直服役到1937年，之后被卖掉拆解。累根斯顿号向法国投降并被更名为斯特拉斯堡号。她一直在法军舰队服役，直到1936年被降格为军营船。德国占领法国期间，她仍旧以军营船服役，并最终在1944年为保护洛里昂的U型潜艇修藏坞而自沉。
| 舰名                  | 武装                   | 装甲   | 排水量                 | 推进器                                                                                   | 服役     | 服役          | 服役       |
| 舰名                  | 武装                   | 装甲   | 排水量                 | 推进器                                                                                   | 龙骨敷设 | 交付日期      | 结局       |
| --------------------- | ---------------------- | ------ | ---------------------- | ---------------------------------------------------------------------------------------- | -------- | ------------- | ---------- |
| 格劳登兹号 （德語：SMS Graudenz） | 12门105毫米SK L/45舰炮 | 60毫米 | 6,382公噸（6,281長噸） | 2轴，2台蒸汽轮机，27.5節（50.9每小時；31.6英里每小時），26,000匹指示馬力（19,000千瓦特） | 1912年   | 1914年8月10日 | 1937年拆解 |
| 累根斯堡号  | 12门105毫米SK L/45舰炮 | 60毫米 | 6,382公噸（6,281長噸） | 2轴，2台蒸汽轮机，27.5節（50.9每小時；31.6英里每小時），26,000匹指示馬力（19,000千瓦特） | 1912年   | 1915年1月3日  | 1944年自沉 |

### 皮劳级

约1914年至1916年间的皮劳号

皮劳级两舰原本是俄羅斯帝國海軍以穆拉维耶夫·阿穆尔斯基号和涅夫斯科伊海军上将号的名义向德国订购的。当1914年8月一战爆发时，两舰已接近完工时，德国海军没收两舰，并以皮劳号和埃尔宾号的名义完工。她们是德国第一批装备150（5.9英寸）口径舰炮的轻巡洋舰，这标志着火炮战斗力的显著增强。但由于最初是为俄国人建造的，所以她们缺少在德国巡洋舰设计中已经成为标准配置的水线装甲带。皮劳号参加里加湾海战，两舰都在日德兰激烈与英军交战。在日德兰混乱的夜间战斗中，埃尔宾号意外地被波森号战列舰撞伤，舰员最终被迫弃船。皮劳号在战后幸存下来，被引渡给意大利海军并更名为巴里号，她服役于第二次世界大战，直到1943年被美军轰炸机击沉。
| 舰名                | 武装                  | 装甲   | 排水量                 | 推进器                                                                                   | 服役     | 服役           | 服役                      |
| 舰名                | 武装                  | 装甲   | 排水量                 | 推进器                                                                                   | 龙骨敷设 | 交付日期       | 结局                      |
| ------------------- | --------------------- | ------ | ---------------------- | ---------------------------------------------------------------------------------------- | -------- | -------------- | ------------------------- |
| 皮劳号 （德語：SMS Pillau）   | 8门150毫米SK L/45舰炮 | 80毫米 | 5,252公噸（5,169長噸） | 2轴，2台蒸汽轮机，27.5節（50.9每小時；31.6英里每小時），30,000匹指示馬力（22,000千瓦特） | 1913年   | 1914年12月14日 | 1920年7月20日割让给意大利 |
| 埃尔宾号 （德語：SMS Elbing） | 8门150毫米SK L/45舰炮 | 80毫米 | 5,252公噸（5,169長噸） | 2轴，2台蒸汽轮机，27.5節（50.9每小時；31.6英里每小時），30,000匹指示馬力（22,000千瓦特） | 1913年   | 1915年9月4日   | 1916年6月1日自沉          |

### 威斯巴登级

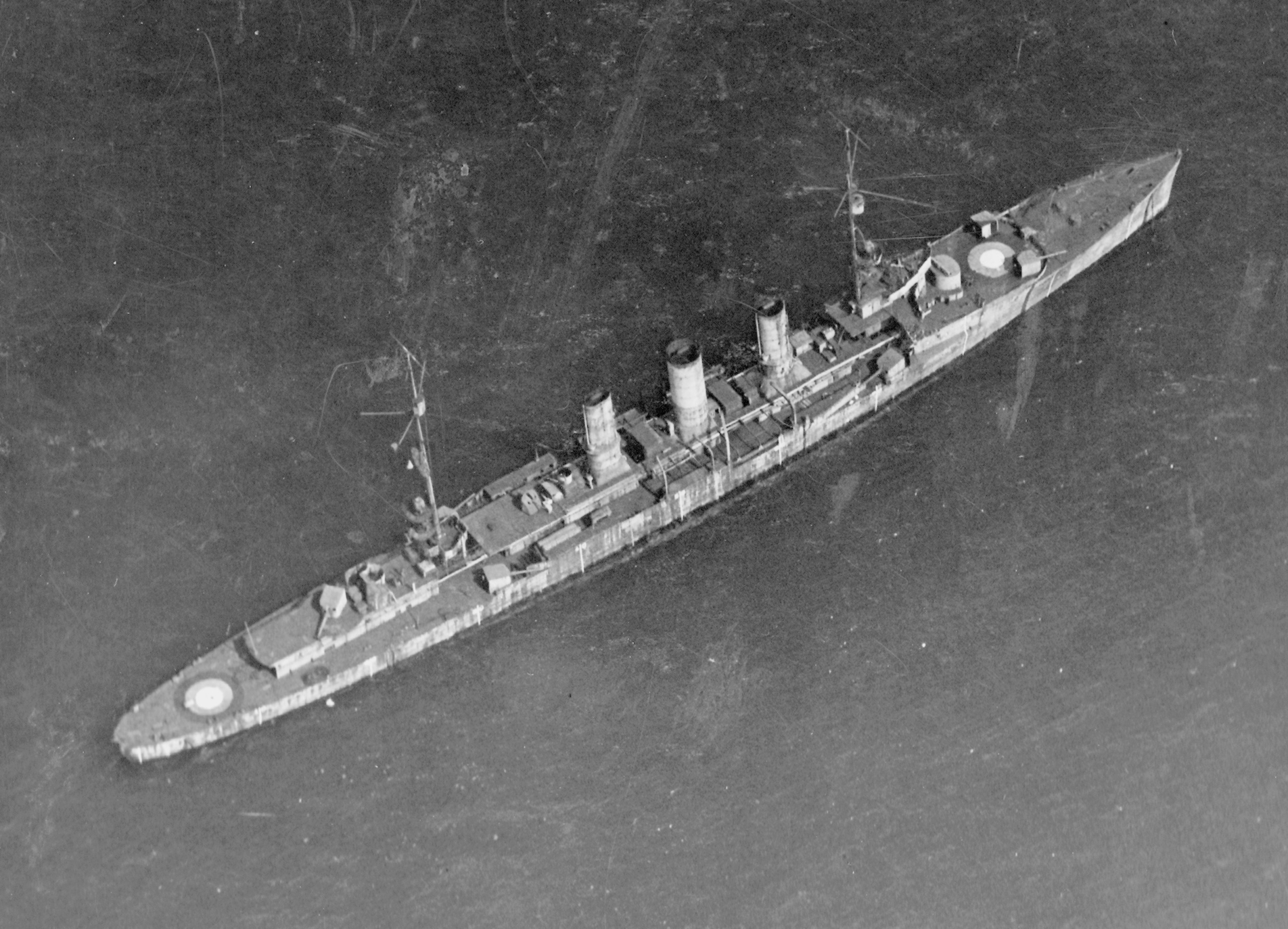
作为美國海軍的靶舰的法兰克福号

尽管皮劳级是德国第一款搭载150毫米口径火炮的轻巡洋舰，威斯巴登级却是德国第一批专门装備150毫米口径火炮而打造的轻巡洋舰。除此之外，威斯巴登级舰只与之前的格劳登兹级非常相似，前者比后者稍微大一些，但两者航速相同，装甲防护设计也类似。
威斯巴登号只参加过日德兰海战。在交战初期，该舰被英军無敵號戰鬥巡洋艦的炮火严重损坏。在双方舰队的交战下动弹不得，威斯巴登号成为一场激烈战斗的中心，她见证两艘英军装甲巡洋舰的毁灭。威斯巴登号一直在海面漂浮到6月1日凌晨，在凌晨1点45分至2点45分之间沉没。法兰克福号当时也在日德兰，与英军切斯特号轻巡洋舰交战。她还参加1917年10月的阿尔比恩行动和11月的第二次赫尔戈兰湾海战。法兰克福号在战争中幸存下来，被扣押在斯卡帕湾，期间舰员曾尝试自沉该舰未果。她最终被移交给美国，并在1921年被当作靶舰击沉。
| 舰名                  | 武装                  | 装甲   | 排水量                 | 推进器                                                                                   | 服役     | 服役          | 服役                        |
| 舰名                  | 武装                  | 装甲   | 排水量                 | 推进器                                                                                   | 龙骨敷设 | 交付日期      | 结局                        |
| --------------------- | --------------------- | ------ | ---------------------- | ---------------------------------------------------------------------------------------- | -------- | ------------- | --------------------------- |
| 威斯巴登号  | 8门150毫米SK L/45舰炮 | 60毫米 | 6,601公噸（6,497長噸） | 2轴，2台蒸汽轮机，27.5節（50.9每小時；31.6英里每小時），30,000匹指示馬力（22,000千瓦特） | 1913年   | 1915年8月23日 | 1916年6月1日沉没            |
| 法兰克福号 （德語：SMS Frankfurt） | 8门150毫米SK L/45舰炮 | 60毫米 | 6,601公噸（6,497長噸） | 2轴，2台蒸汽轮机，27.5節（50.9每小時；31.6英里每小時），30,000匹指示馬力（22,000千瓦特） | 1913年   | 1915年8月20日 | 1921年7月18日被当作靶舰击沉 |

### 柯尼斯堡级（1915年）

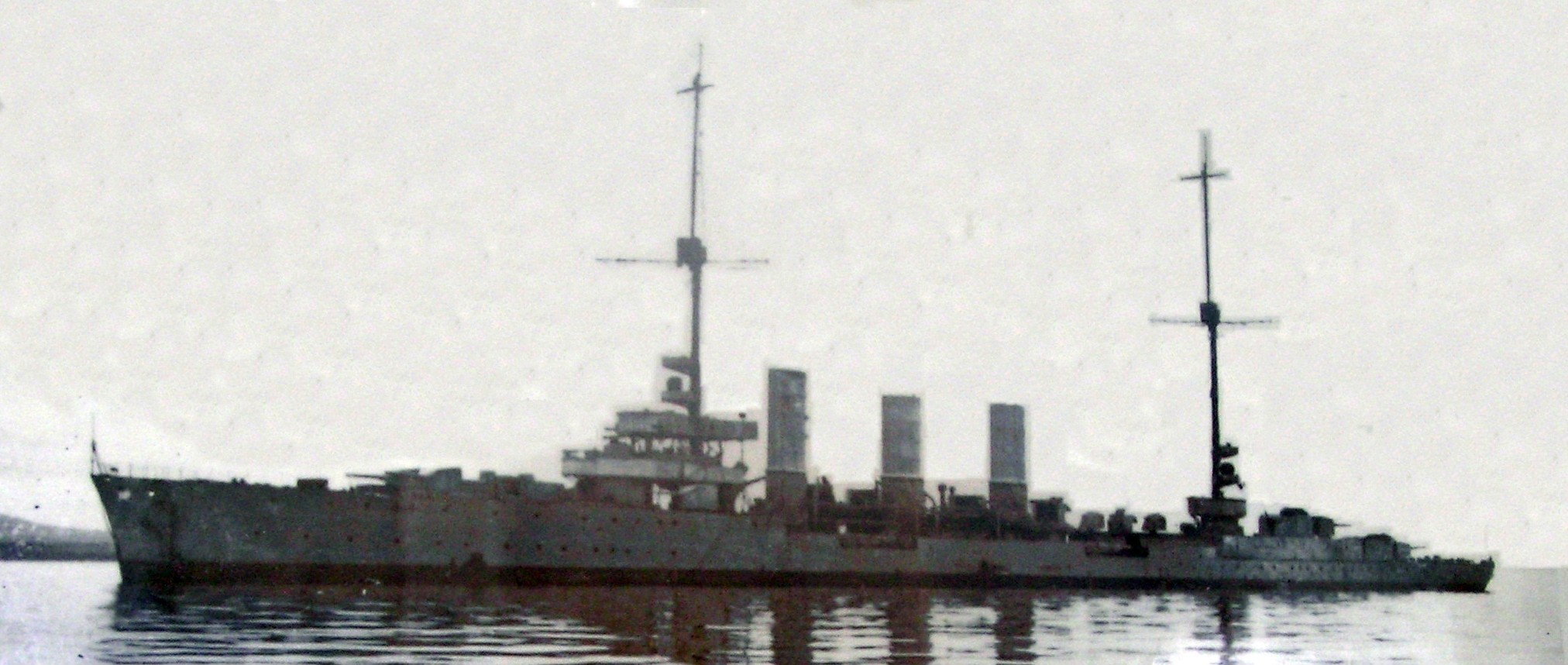
1919年在斯卡帕湾的卡尔斯鲁厄号

第二代柯尼斯堡级于1913年获得拨款批准，并于1914年开始建造。她们都是以战争初期沉没的巡洋舰命名的。本级舰是对威斯巴登级的渐进式改进，排水量比后者提高500吨。本级舰配备有标准的8门150毫米口径的火炮，前炮翼支架被安装在更高的甲板上以提高射击弧度。除此之外，本级与先前轻巡洋舰的设计几乎完全相同。
柯尼斯堡号和纽伦堡号参加第二次赫尔戈兰湾海战，前者在战斗中受些轻伤。本级全部四舰都参加在波罗的海的阿尔比恩行动。1918年10月，除了埃姆登号，其余舰只也参与公海舰队计划中的最后一次舰队战，但在计划实施前德军主力舰发生兵变，迫使该计划被取消。卡尔斯鲁厄号、埃姆登号和纽伦堡号与主力舰队一起被关押在斯卡帕湾，而柯尼斯堡号则被留在德国。斯卡帕湾内的三艘巡洋舰被舰员自沉，但只有卡尔斯鲁厄号最终沉没。埃姆登号和纽伦堡号被英国海军捞起，分别被法国和英国作为战利品收留。埃姆登号在1926年被拆解，纽伦堡号在1922年被当作靶舰击沉。与此同时，柯尼斯堡号于1920年向法国投降，并更名为梅斯号（法語：Metz），最终于1936年被拆解。
| 舰名                    | 武装                  | 装甲   | 排水量                 | 推进器                                                                             | 服役     | 服役           | 服役                 |
| 舰名                    | 武装                  | 装甲   | 排水量                 | 推进器                                                                             | 龙骨敷设 | 交付日期       | 结局                 |
| ----------------------- | --------------------- | ------ | ---------------------- | ---------------------------------------------------------------------------------- | -------- | -------------- | -------------------- |
| 柯尼斯堡号    | 8门150毫米SK L/45舰炮 | 60毫米 | 7,125公噸（7,012長噸） | 2轴，2台蒸汽轮机，28節（52每小時；32英里每小時），45,900匹指示馬力（34,200千瓦特） | 1914年   | 1916年8月12日  | 1936年拆解           |
| 卡尔斯鲁厄号  | 8门150毫米SK L/45舰炮 | 60毫米 | 7,125公噸（7,012長噸） | 2轴，2台蒸汽轮机，28節（52每小時；32英里每小時），55,700匹指示馬力（41,500千瓦特） | 1915年   | 1916年11月15日 | 1919年6月21日自沉    |
| 埃姆登号      | 8门150毫米SK L/45舰炮 | 60毫米 | 7,125公噸（7,012長噸） | 2轴，2台蒸汽轮机，28節（52每小時；32英里每小時），50,216匹指示馬力（37,446千瓦特） | 1914年   | 1916年12月16日 | 1926年拆解           |
| 纽伦堡号 （德語：SMS Nürnberg）     | 8门150毫米SK L/45舰炮 | 60毫米 | 7,125公噸（7,012長噸） | 2轴，2台蒸汽轮机，28節（52每小時；32英里每小時），45,900匹指示馬力（34,200千瓦特） | 1915年   | 1917年2月15日  | 1922年被当作靶舰击沉 |

### 绿头蝇级

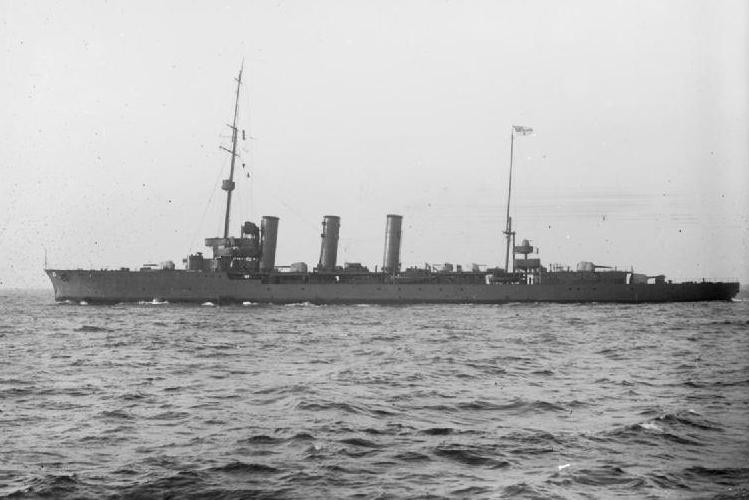
绿头蝇号在第一次世界大战结束时来到罗赛斯

两艘绿头蝇级轻巡洋舰设计于1914年，当时由于德国和俄罗斯之间的战争状态，因此征用伏尔铿公司为俄罗斯纳瓦林号战列巡洋舰建造的轮机。帝国海军指示伏尔铿船厂将已建成的涡轮机拆分成两部，并在推进系统周围设计一套布雷系统。为了保证高航速，两舰设计很轻量的武器装备，只有4门150毫米口径舰炮。为了进一步帮助她们发挥长期执行布雷作业的特点，她们被设计成形似于英国巡洋舰，以助于伪装。
绿头蝇号和牛虻号在整个战争期间通常一起行动。他们在1916年至1917年间参加多次布雷行动。1917年10月，两舰摧毁一支前往挪威的英军护航船队，击沉两艘护航驱逐舰和大部分运输舰。一战结束时，两舰都被扣押在斯卡帕湾，并于1919年6月成功自沉。绿头蝇号的残骸此后一直留在港口的底部，牛虻号则于1929年被捞起，并在1930年代早期拆解。
| 舰名                | 武装                  | 装甲           | 排水量                 | 推进器                                                                           | 服役     | 服役         | 服役              |
| 舰名                | 武装                  | 装甲           | 排水量                 | 推进器                                                                           | 龙骨敷设 | 交付日期     | 结局              |
| ------------------- | --------------------- | -------------- | ---------------------- | -------------------------------------------------------------------------------- | -------- | ------------ | ----------------- |
| 绿头蝇号 （德語：SMS Brummer） | 4门150毫米SK L/45舰炮 | 15（0.59英寸） | 5,856公噸（5,764長噸） | 2轴，2台汽轮机，28節（52每小時；32英里每小時），42,797匹指示馬力（31,914千瓦特） | 1915年   | 1916年4月2日 | 1919年6月21日自沉 |
| 牛虻号 （德語：SMS Bremse）   | 4门150毫米SK L/45舰炮 | 15（0.59英寸） | 5,856公噸（5,764長噸） | 2轴，2台汽轮机，28節（52每小時；32英里每小時），42,797匹指示馬力（31,914千瓦特） | 1915年   | 1916年7月1日 | 1919年6月21日自沉 |

### 科隆级

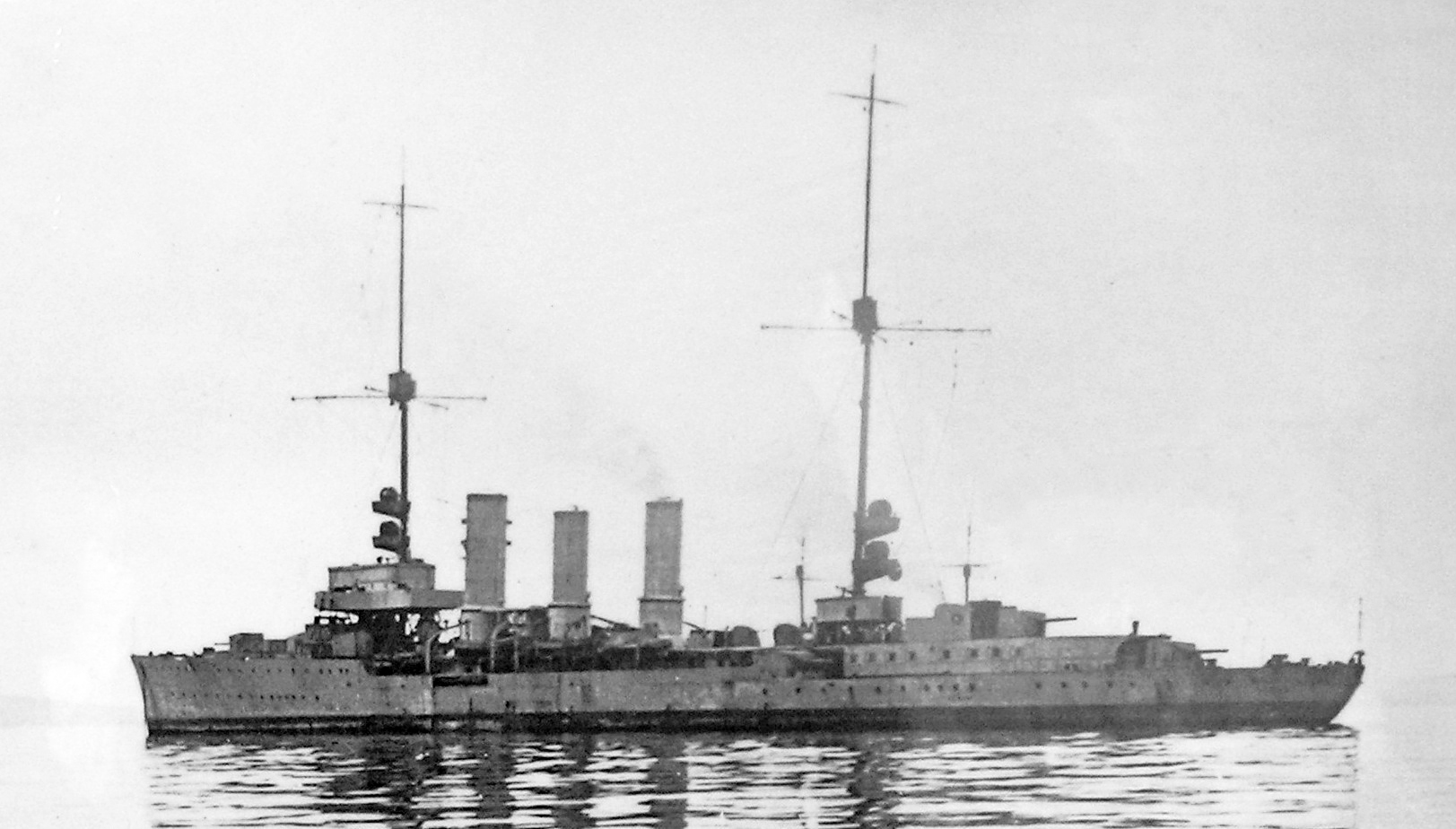
1919年在斯卡帕湾的科隆号

到1916年，德国已经在一战中损失13艘轻巡洋舰。为此，帝国海军基于先前的柯尼斯堡级的设计，订购10艘新的科隆级轻巡洋舰。在设计上，科隆级新增三门88（3.5英寸）高射炮，以及更强大的600（24英寸）鱼雷发射管。除此之外，本级舰与柯尼斯堡级在防护设计和最高航速基本一致。
10艘科隆级轻巡洋舰中只有科隆号和德累斯顿号两艘实际完工。另有五艘已经下水但没有完成后续的建造作业，这几艘都有实际命名，而剩下的三艘在停工之前只对她们的龙骨做了一些工作。那三艘最终还留在船台上的舰只只记载她们的合同名称。由于都建成于战争末期，科隆号和德累斯顿号的服役生涯都非常有限。她们都参加往北海的舰队出击，试图拦截一支从英国到挪威的护航船队的行动。1918年10月又被派出参加帝国海军最后一次出击。两艘巡洋舰最终都被扣留在斯卡帕湾，并于1919年6月自沉在那里，至今两舰的残骸都还躺在斯卡帕湾的底部。
| 舰名                          | 武装                  | 装甲          | 排水量                 | 推进器                                                                                 | 服役     | 服役          | 服役              |
| 舰名                          | 武装                  | 装甲          | 排水量                 | 推进器                                                                                 | 龙骨敷设 | 交付日期      | 结局              |
| ----------------------------- | --------------------- | ------------- | ---------------------- | -------------------------------------------------------------------------------------- | -------- | ------------- | ----------------- |
| 科隆号              | 8门150毫米SK L/45舰炮 | 40（1.6英寸） | 7,486公噸（7,368長噸） | 2轴，2个汽轮机，27.5節（50.9每小時；31.6英里每小時），48,708匹指示馬力（36,322千瓦特） | 1915年   | 1918年1月17日 | 1919年6月21日自沉 |
| 德累斯顿号 （德語：SMS Dresden）         | 8门150毫米SK L/45舰炮 | 40（1.6英寸） | 7,486公噸（7,368長噸） | 2轴，2个汽轮机，27.5節（50.9每小時；31.6英里每小時），49,428匹指示馬力（36,858千瓦特） | 1916年   | 1918年3月28日 | 1919年6月21日自沉 |
| 威斯巴登号          | 8门150毫米SK L/45舰炮 | 40（1.6英寸） | 7,486公噸（7,368長噸） | 2轴，2个汽轮机，27.5節（50.9每小時；31.6英里每小時），48,708匹指示馬力（36,322千瓦特） | 1915年   | ー            | 1920年拆解        |
| 马格德堡号          | 8门150毫米SK L/45舰炮 | 40（1.6英寸） | 7,486公噸（7,368長噸） | 2轴，2个汽轮机，27.5節（50.9每小時；31.6英里每小時），48,708匹指示馬力（36,322千瓦特） | 1916年   | ー            | 1922年拆解        |
| 莱比锡号            | 8门150毫米SK L/45舰炮 | 40（1.6英寸） | 7,486公噸（7,368長噸） | 2轴，2个汽轮机，27.5節（50.9每小時；31.6英里每小時），48,708匹指示馬力（36,322千瓦特） | 1915年   | ー            | 1921年拆解        |
| 罗斯托克号          | 8门150毫米SK L/45舰炮 | 40（1.6英寸） | 7,486公噸（7,368長噸） | 2轴，2个汽轮机，27.5節（50.9每小時；31.6英里每小時），48,708匹指示馬力（36,322千瓦特） | 1915年   | ー            | 1921年拆解        |
| 弗劳恩洛布号        | 8门150毫米SK L/45舰炮 | 40（1.6英寸） | 7,486公噸（7,368長噸） | 2轴，2个汽轮机，27.5節（50.9每小時；31.6英里每小時），48,708匹指示馬力（36,322千瓦特） | 1915年   | ー            | 1921年拆解        |
| 科隆号代替舰        | 8门150毫米SK L/45舰炮 | 40（1.6英寸） | 7,486公噸（7,368長噸） | 2轴，2个汽轮机，27.5節（50.9每小時；31.6英里每小時），48,708匹指示馬力（36,322千瓦特） | 1916年   | ー            | 1921年拆解        |
| 埃姆登号代替舰      | 8门150毫米SK L/45舰炮 | 40（1.6英寸） | 7,486公噸（7,368長噸） | 2轴，2个汽轮机，27.5節（50.9每小時；31.6英里每小時），48,708匹指示馬力（36,322千瓦特） | 1916年   | ー            | 1921年拆解        |
| 卡尔斯鲁厄号代替舰  | 8门150毫米SK L/45舰炮 | 40（1.6英寸） | 7,486公噸（7,368長噸） | 2轴，2个汽轮机，27.5節（50.9每小時；31.6英里每小時），48,708匹指示馬力（36,322千瓦特） | 1916年   | ー            | 1920年拆解        |

### FK设计案
帝国海军在科隆级之后，于1916年提出一系列的舰队巡洋舰设计方案——称为“Flottenkreuzer”（即德语舰队巡洋舰意思）。该系列设计强调侦察作用和高速作战能力，並依照德皇威廉二世的要求以英国C级巡洋舰为蓝本进行设计。最初设计比科隆级小得多，只配备5门150毫米口径舰炮，但最高航速可达32節（59每小時；37英里每小時）。随后设计团队又进行四种改进设计，每一种在尺寸和装备上都有所增加，最终于设计案“FK 4”在尺寸和装备等方面更是回到稍早之前的轻巡洋舰的水平。在战争的最后两年，德国不断恶化的战争形势迫使海军几乎放弃水面舰只的建造，转而建造U型潜艇，使得舰队巡洋舰仅停留在设计研究层面。
| 设计案名称 | 武装                  | 装甲 | 排水量                 | 推进器                                         | 服役     | 服役     | 服役           |
| 设计案名称 | 武装                  | 装甲 | 排水量                 | 推进器                                         | 龙骨敷设 | 交付日期 | 结局           |
| ---------- | --------------------- | ---- | ---------------------- | ---------------------------------------------- | -------- | -------- | -------------- |
| FK 1       | 5门150毫米SK L/45舰炮 | ー   | 3,800公噸（3,740長噸） | 2轴，2台汽轮机，32節（59每小時；37英里每小時） | ー       | ー       | 仅止于设计研究 |
| FK 1a      | 5门150毫米SK L/45舰炮 | ー   | 4,850公噸（4,773長噸） | 2轴，2台汽轮机，33節（61每小時；38英里每小時） | ー       | ー       | 仅止于设计研究 |
| FK 2       | 5门150毫米SK L/45舰炮 | ー   | 5,350公噸（5,266長噸） | 2轴，2台汽轮机，32節（59每小時；37英里每小時） | ー       | ー       | 仅止于设计研究 |
| FK 3       | 7门150毫米SK L/45舰炮 | ー   | 6,900公噸（6,791長噸） | 2轴，2台汽轮机，32節（59每小時；37英里每小時） | ー       | ー       | 仅止于设计研究 |
| FK 4       | 8门150毫米SK L/45舰炮 | ー   | 8,650公噸（8,513長噸） | 2轴，2台汽轮机，32節（59每小時；37英里每小時） | ー       | ー       | 仅止于设计研究 |

## 魏玛国家海军和纳粹德国海军

### 埃姆登号

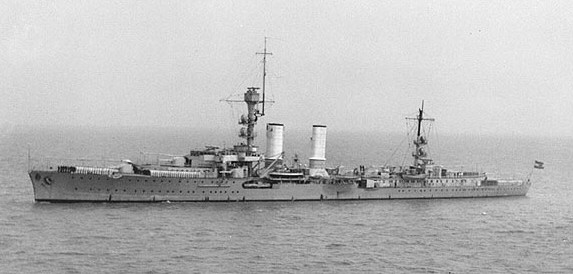
1931年在中国的埃姆登号

埃姆登号是1920年代初由重组的国家海军设计的第一艘新巡洋舰。根据《凡尔赛条约》的条款，新的设计只能是6,000長噸（6,100公噸）。该舰大量借鉴第一次世界大战后期的巡洋舰设计思路。德国军方希望用双联炮塔作为舰上150毫米炮的主炮的安装方案，但海军盟军控制委员会拒绝这一设计，并强迫设计者采用单炮塔方案。尽管如此，该舰在设计上引入多个创新，包括大规模使用电气焊接而不是铆钉连接，以节省舰体重量。
第二次世界大战期间，她被用来在北海布雷，也为地面部队提供炮火支援，并作为船队护航舰和学员训练舰。1940年4月埃姆登号参加入侵挪威的威悉演习行动。1945年4月，埃姆登号在基尔的港口进行维修时被英军轰炸机严重炸伤。舰员为防止沉没而使其搁浅，最终用爆破装置将她炸毁，以防盟军捕获。剩余的埃姆登号残骸最终在1940年代被拆解。
| 舰名                | 武装                  | 装甲   | 排水量                 | 推进器                                                                                 | 服役          | 服役           | 服役             |
| 舰名                | 武装                  | 装甲   | 排水量                 | 推进器                                                                                 | 龙骨敷设      | 交付日期       | 结局             |
| ------------------- | --------------------- | ------ | ---------------------- | -------------------------------------------------------------------------------------- | ------------- | -------------- | ---------------- |
| 埃姆登号  | 8门150毫米SK L/45舰炮 | 40毫米 | 6,990長噸（7,102公噸） | 2轴，2台汽轮机，29.5節（54.6每小時；33.9英里每小時），45,900匹指示馬力（34,200千瓦特） | 1921年12月8日 | 1925年10月15日 | 1945年5月3日炸毁 |

### 柯尼斯堡级（1927年）

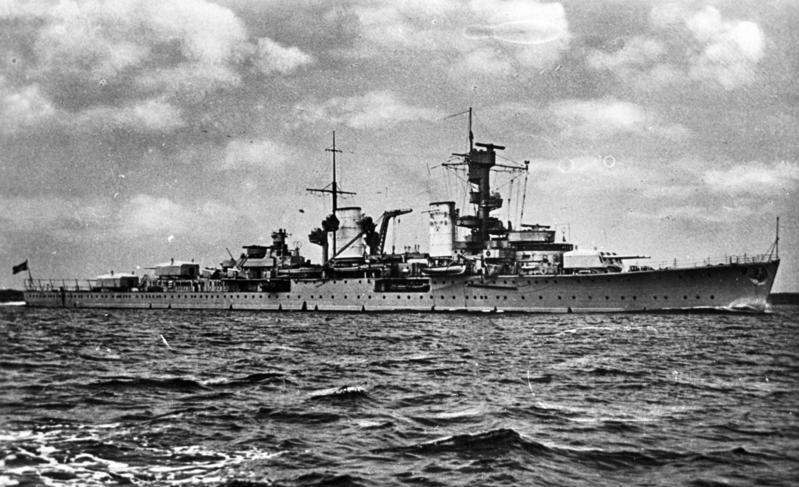
1936年某柯尼斯堡级的同级舰

第三代柯尼斯堡级标志着与之前的巡洋舰设计思路的根本分歧。主炮采用三座新的三联装炮塔，内装新型的25式速射炮，其中一座位于舰艏，另外两座以背负式布局安置在舰艉。舰体大量使用焊接也是这级巡洋舰的一个特点，而动力系统采用柴油发动机与涡轮机相结合的方式以增加巡航半径，尽管每次只能使用其中一组发动机。
1936年至1939年间西班牙内战期间，三舰都参加非干预巡逻。二战爆发后，三舰被用来与埃姆登号一起布设防御性雷区，并于1940年4月参与入侵挪威。期间，卡尔斯鲁厄号在克里斯蒂安桑附近被英军潜艇鱼雷击沉；柯尼斯堡号在卑尔根被英军俯冲轰炸机击沉。挪威戰役结束后，科隆号被用于各种各样的角色，包括作为在海上操作的Fl 282直昇機试验台。1945年3月，她在威廉斯港遭到美军重型轰炸机的轰炸并被击沉。由于她沉没在浅水区域，这使得她露在水面的舰炮依然能为德国军队提供炮火支援，直到战争结束。
| 舰名                    | 武装                  | 装甲   | 排水量                 | 推进器                                                                                          | 服役          | 服役          | 服役              |
| 舰名                    | 武装                  | 装甲   | 排水量                 | 推进器                                                                                          | 龙骨敷设      | 交付日期      | 结局              |
| ----------------------- | --------------------- | ------ | ---------------------- | ----------------------------------------------------------------------------------------------- | ------------- | ------------- | ----------------- |
| 柯尼斯堡号    | 9门150毫米SK C/25舰炮 | 40毫米 | 7,700長噸（7,824公噸） | 3轴，4台汽轮机，2台柴油发动机，32節（59每小時；37英里每小時），68,200匹指示馬力（50,900千瓦特） | 1926年4月12日 | 1929年4月17日 | 1940年4月10日沉没 |
| 卡尔斯鲁厄号  | 9门150毫米SK C/25舰炮 | 40毫米 | 7,700長噸（7,824公噸） | 3轴，4台汽轮机，2台柴油发动机，32節（59每小時；37英里每小時），68,200匹指示馬力（50,900千瓦特） | 1926年7月27日 | 1929年11月6日 | 1940年4月9日沉没  |
| 科隆号        | 9门150毫米SK C/25舰炮 | 40毫米 | 7,700長噸（7,824公噸） | 3轴，4台汽轮机，2台柴油发动机，32節（59每小時；37英里每小時），68,485匹指示馬力（51,069千瓦特） | 1926年8月7日  | 1930年1月15日 | 1945年3月3日沉没  |

### 莱比锡级

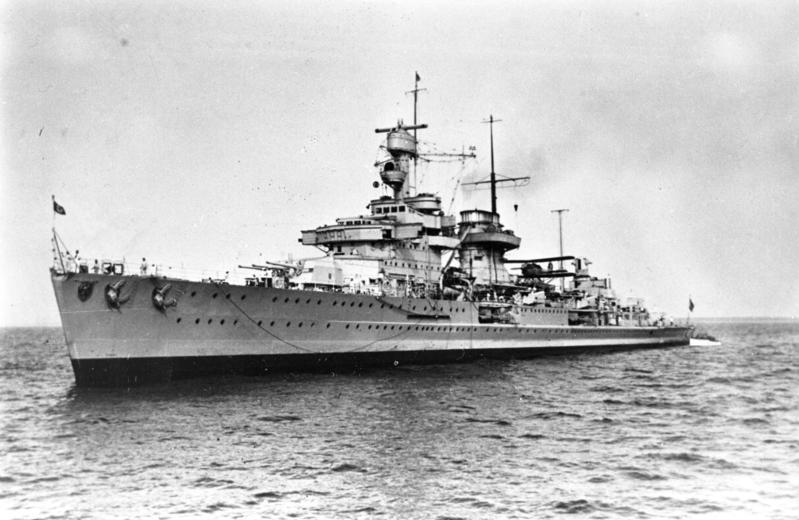
1935年在海上的纽伦堡号

莱比锡级是柯尼斯堡级的升级型号。她们都按照修改过的设计案建造，其中就包括将舰艉炮塔回置到中轴线上。另一个重大变化则是在动力系统上采用新的齿轮传动系统，使柴油机和涡轮发动机同时运转，从而可以以更轻的推进系统达到与早期舰只相当的速度。两舰还设计有球形船首，以提高其流体动力效率。两舰外观和配置并不完全相同：莱比锡号的上层建筑类似于柯尼斯堡级舰只，而纽伦堡号的上层建筑要大得多。另外，建造时间更靠后的纽伦堡号配备有更强大的防空火力。
1930年代末，莱比锡号和纽伦堡号都被派往西班牙水域执行不干涉巡逻。1939年12月13日，英军三文鱼号潜艇以鱼雷攻击两艘巡洋舰，迫使她们都返回港口进行维修。此后，两艘巡洋舰退出前线任务，改作训练舰。1944年10月，莱比锡号与欧根亲王号重巡洋舰相撞并严重损坏，被评估修理无望。1945年3月，这艘受损的舰只被用来向哥腾哈芬附近撤退的德军提供炮火支援。战后，她被用作军营船，并最终于1946年7月自沉。与此同时，纽伦堡号作为战利品被引渡给苏联，并更名为马卡洛夫海军上将号。她在波罗的海舰队服役直到1950年代末，约在1960年左右被拆解。
| 舰名                | 武装                  | 装甲          | 排水量                 | 推进器                                                                                          | 服役          | 服役          | 服役          |
| 舰名                | 武装                  | 装甲          | 排水量                 | 推进器                                                                                          | 龙骨敷设      | 交付日期      | 结局          |
| ------------------- | --------------------- | ------------- | ---------------------- | ----------------------------------------------------------------------------------------------- | ------------- | ------------- | ------------- |
| 莱比锡号  | 9门150毫米SK C/25舰炮 | 30（1.2英寸） | 8,100公噸（7,972長噸） | 3轴，2台汽轮机，4台柴油发动机，32節（59每小時；37英里每小時），65,585匹指示馬力（48,907千瓦特） | 1928年4月28日 | 1931年10月8日 | 1946年7月自沉 |
| 纽伦堡号 （德語：Nürnberg） | 9门150毫米SK C/25舰炮 | 30（1.2英寸） | 9,040公噸（8,897長噸） | 3轴，2台汽轮机，4台柴油发动机，32節（59每小時；37英里每小時），66,075匹指示馬力（49,272千瓦特） | 1934年        | 1935年11月2日 | 约1960年拆解  |

### M级

M级轻巡洋舰设计图

M级尽管早在1936年就已经开始设计工作，但最终在1939年被纳入Z计划并获准正式开展。这些舰只计划用于设想的破交分舰队中作为侦察单位。为此，海军在续航距离、武装、防护、主炮口径以及航速等方面提出非常高的要求，这迫使设计者在一些关键指标方面采取妥协，包括防护和武装。这导致设计人员重新制定最后两舰的方案，以修正此前设计案中的一些缺陷。1938年开始前两艘舰只的建造工作，但1939年9月爆发的战争迫使海军放弃這些不能快速建成的舰只建造工作。结果，这两艘已经开建的舰只被迫拆解，剩下的四艘也没有开始铺设龙骨。
| 舰名 | 武装                  | 装甲   | 排水量                   | 推进器                                                                | 服役     | 服役                  | 服役       |
| 舰名 | 武装                  | 装甲   | 排水量                   | 推进器                                                                | 龙骨敷设 | 交付日期              | 结局       |
| ---- | --------------------- | ------ | ------------------------ | --------------------------------------------------------------------- | -------- | --------------------- | ---------- |
| M舰  | 8门150毫米SK C/28舰炮 | 25毫米 | 10,400公噸（10,236長噸） | 3轴，2台蒸汽轮机，4台柴油发动机，35.5節（65.7每小時；40.9英里每小時） | 1938年   | 1939年9月19日终止建造 | 1939年拆解 |
| N舰  | 8门150毫米SK C/28舰炮 | 25毫米 | 10,400公噸（10,236長噸） | 3轴，2台蒸汽轮机，4台柴油发动机，35.5節（65.7每小時；40.9英里每小時） | 1938年   | 1939年9月21日终止建造 | 1939年拆解 |
| O舰  | 8门150毫米SK C/28舰炮 | 25毫米 | 10,400公噸（10,236長噸） | 3轴，2台蒸汽轮机，4台柴油发动机，35.5節（65.7每小時；40.9英里每小時） | ー       | ー                    | ー         |
| P舰  | 8门150毫米SK C/28舰炮 | 25毫米 | 10,400公噸（10,236長噸） | 3轴，2台蒸汽轮机，4台柴油发动机，35.5節（65.7每小時；40.9英里每小時） | ー       | ー                    | ー         |
| Q舰  | 8门150毫米SK C/28舰炮 | 25毫米 | 9,300公噸（9,153長噸）   | 3轴，2台蒸汽轮机，4台柴油发动机，35.5節（65.7每小時；40.9英里每小時） | ー       | ー                    | ー         |
| R舰  | 8门150毫米SK C/28舰炮 | 25毫米 | 9,300公噸（9,153長噸）   | 3轴，2台蒸汽轮机，4台柴油发动机，35.5節（65.7每小時；40.9英里每小時） | ー       | ー                    | ー         |

## 脚注

### 引文
1. ↑  Herwig，第42頁
2. 1 2 3 4 5 6 7 8 9 10 11 12 13 14 15 16 17 18 19 20 21  日本海人社 & 德国巡洋舰史，第28頁
3. ↑  日本海人社 & 德国巡洋舰史，第24頁
4. ↑  日本海人社 & 德国巡洋舰史，第27頁
5. 1 2 3 4  Gardiner & Gray，第143頁
6. 1 2  Herwig，第28頁
7. 1 2 3 4 5 6 7 8 9 10  日本海人社 & 德国巡洋舰史，第66頁
8. 1 2  日本海人社 & 德国巡洋舰史，第82頁
9. 1 2 3 4 5 6 7 8 9  日本海人社 & 德国巡洋舰史，第70頁
10. 1 2 3 4  日本海人社 & 德国巡洋舰史，第96頁
11. 1 2 3 4 5 6 7 8  日本海人社 & 德国巡洋舰史，第100頁
12. 1 2 3 4 5  日本海人社 & 德国巡洋舰史，第106頁
13. 1 2 3 4  日本海人社 & 德国巡洋舰史，第110頁
14. 1 2  日本海人社 & 德国巡洋舰史，第114頁
15. ↑  Gröner，第ix頁
16. ↑  Gardiner，第258頁
17. ↑  日本海人社 & 德国巡洋舰史，第26頁
18. ↑  Gardiner，第249頁
19. ↑  Osborne，第55頁
20. 1 2  Gröner，第101–102頁
21. 1 2  江泓 & 英国战列巡洋舰全史，第14頁
22. ↑  Staff & Battle on the Seven Seas，第21–24頁
23. ↑  章骞 2013，第449頁
24. ↑  Campbell，第392–393頁
25. ↑  Polmar & Noot，第45頁
26. ↑  Rohwer，第294頁
27. 1 2 3 4 5 6 7 8 9 10 11 12 13 14 15 16 17 18 19 20 21 22 23 24 25 26 27 28 29 30 31 32 33 34 35 36 37 38 39 40 41 42 43 44 45 46  Gröner，第99-102頁
28. 1 2 3 4 5 6 7 8 9 10 11 12 13 14 15 16 17  日本海人社 & 德国巡洋舰史，第32頁
29. ↑  Gardiner，第258–259頁
30. 1 2  Gardiner，第259頁
31. 1 2  Gröner，第103–104頁
32. ↑  Staff & Battle on the Seven Seas，第34–37, 74–76頁
33. ↑  Tarrant，第296頁
34. ↑  Halpern，第191–192頁
35. ↑  Staff & Battle for the Baltic Islands，第4頁
36. ↑  Rohwer，第264頁
37. 1 2 3 4 5 6 7 8 9 10 11 12 13 14 15 16 17 18  Gröner，第103頁
38. 1 2 3 4 5 6 7 8  Gröner，第102頁
39. 1 2 3 4 5 6 7  Gröner，第102–103頁
40. 1 2 3 4 5 6 7 8 9 10  日本海人社 & 德国巡洋舰史，第36頁
41. 1 2 3 4 5 6 7 8 9 10 11 12 13 14 15 16 17 18 19 20 21 22 23 24 25 26 27 28 29  Gardiner & Gray，第157頁
42. ↑  Farwell，第128頁
43. ↑  Gardiner & Gray，第184頁
44. ↑  Halpern，第77頁
45. ↑  章骞 2013，第204-207頁
46. ↑  Farwell，第133頁
47. ↑  Bennett，第132–134頁
48. ↑  Herwig，第154–155頁
49. ↑  Bennett，第125頁
50. ↑  Staff & Battle on the Seven Seas，第7–11頁
51. 1 2 3 4  Tarrant，第62頁
52. 1 2 3 4 5 6  Gröner，第105頁
53. 1 2 3 4 5 6 7 8 9  Gröner，第104頁
54. 1 2 3 4 5 6 7  日本海人社 & 德国巡洋舰史，第40頁
55. ↑  Gardiner & Gray，第157–163頁
56. ↑  Forstmeier，第2–4頁
57. ↑  Delgado，第169–170頁
58. ↑  Halpern，第79–80頁
59. ↑  Staff & Battle on the Seven Seas，第34–35頁
60. ↑  Staff & Battle on the Seven Seas，第73頁
61. ↑  Mueller，第16–17頁
62. ↑  Delgado，第168–169頁
63. ↑  . 2020-04-20  [2020-06-19]. （原始内容存档于2020-06-19） （中文（繁體））.
64. ↑  Forstmeier，第10–14頁
65. ↑  谢诗坚. . 光华日报. 2015-08-23  [2020-06-19]. （原始内容存档于2020-06-19） （中文（马来西亚））.
66. ↑  Forstmeier，第16–19頁
67. ↑  Forstmeier，第2頁
68. 1 2 3 4 5 6 7 8 9 10 11 12 13  Gardiner & Gray，第159頁
69. ↑  Gardiner & Gray，第140頁
70. ↑  Gardiner & Gray，第157–159頁
71. ↑  Halpern，第184頁
72. ↑  Staff & Battle on the Seven Seas，第19, 21頁
73. ↑  日本海人社 & 世界近代战列舰史，第53頁
74. ↑  Halpern，第45頁
75. ↑  Halpern，第197–198頁
76. ↑  Staff & Battle for the Baltic Islands，第60頁
77. 1 2  日本海人社 & 德国巡洋舰史，第69頁
78. 1 2 3 4 5 6 7 8  Gröner，第107頁
79. 1 2 3 4 5 6  Gardiner & Gray，第201頁
80. 1 2 3 4 5 6 7 8 9 10  Gröner，第106頁
81. ↑  Herwig，第150頁
82. 1 2  日本海人社 & 德国巡洋舰史，第74頁
83. ↑  Halpern，第15頁
84. ↑  Halpern，第51–58頁
85. ↑  Hownam-Meek, et al.，第95頁
86. ↑  Bennett，第145–150頁
87. ↑  Campbell，第23頁
88. 1 2 3  Gardiner & Gray，第264頁
89. ↑  中国地图出版社 & 法国地图册，第57–59頁
90. 1 2 3 4  Gröner，第107–108頁
91. 1 2 3 4 5 6  日本海人社 & 德国巡洋舰史，第76頁
92. ↑   Gröner，第107–109頁
93. ↑  Gardiner & Gray，第160–161頁
94. ↑  Halpern，第79頁
95. ↑  Bennett，第131頁
96. ↑  Tarrant，第38–42頁
97. ↑  Tarrant，第53–54頁
98. ↑  Tarrant，第287頁
99. ↑  Tarrant，第114頁
100. ↑  Campbell，第291頁
101. ↑  Campbell，第295, 316頁
102. 1 2 3 4 5 6 7 8 9 10 11  Gröner，第109頁
103. ↑  Hildebrand, Röhr & Steinmetz，第83–85頁
104. 1 2 3  日本海人社 & 德国巡洋舰史，第80頁
105. 1 2 3 4 5 6 7 8 9 10  Gröner，第109–110頁
106. ↑  Tarrant，第292頁
107. ↑  Tarrant，第130–131, 186–187頁
108. ↑  日本海人社 & 德国巡洋舰史，第81頁
109. ↑  Gardiner & Gray，第161頁
110. ↑  Halpern，第197頁
111. 1 2  日本海人社 & 德国巡洋舰史，第83頁
112. ↑  Tarrant，第220頁
113. ↑  Campbell，第295頁
114. ↑  Gardiner & Gray，第265頁
115. 1 2 3 4  Gröner，第110–111頁
116. 1 2 3 4 5 6 7 8 9  Gröner，第111頁
117. 1 2 3  日本海人社 & 德国巡洋舰史，第84頁
118. 1 2 3  Gardiner & Gray，第162頁
119. ↑  Gardiner & Gray，第161–162頁
120. ↑  Tarrant，第127–141頁
121. ↑  Campbell，第294–295頁
122. ↑  Tarrant，第127–128頁
123. ↑  Campbell，第149頁
124. ↑  Staff & Battle for the Baltic Islands，第3–4頁
125. ↑  Woodward，第90頁
126. ↑  Woodward，第183頁
127. 1 2 3 4 5 6 7 8 9  Gröner，第112頁
128. 1 2 3 4 5 6 7 8 9 10  日本海人社 & 德国巡洋舰史，第88頁
129. ↑  Halpern，第377頁
130. ↑  Staff & Battle for the Baltic Islands，第152頁
131. 1 2  Woodward，第116頁
132. ↑  Tarrant，第281–282頁
133. ↑  日本海人社 & 德国巡洋舰史，第91頁
134. 1 2 3 4 5 6 7 8 9 10 11 12 13 14 15 16 17 18 19 20 21 22 23 24 25  Gröner，第113頁
135. 1 2  日本海人社 & 德国巡洋舰史，第86頁
136. ↑  现代舰船 2008.05A，第43頁
137. ↑  Novik，第185頁
138. ↑  Novik，第188頁
139. ↑  Halpern，第376頁
140. ↑  Novik，第185–188頁
141. 1 2 3 4 5 6 7  日本海人社 & 德国巡洋舰史，第92頁
142. ↑  Herwig，第205頁
143. ↑  Gardiner & Gray，第162–163頁
144. 1 2 3 4 5 6 7 8 9 10 11 12 13 14 15 16 17 18 19 20 21 22 23  Gröner，第114–115頁
145. ↑  Halpern，第418–419頁
146. ↑  Wille，第392頁
147. ↑  Gardiner & Gray，第163頁
148. 1 2 3 4 5  Gröner，第114頁
149. 1 2  Gröner，第116–117頁
150. ↑  Weir，第179頁
151. 1 2 3 4 5  Gröner，第116頁
152. 1 2 3 4 5 6 7  Gröner，第117頁
153. ↑  Gröner，第118頁
154. ↑  详见Treaty of Versailles Section II: Naval Clauses, Articles 181 and 191
155. ↑  Koop & Schmolke，第51頁
156. ↑  Williamson，第9頁
157. ↑  O'Brien，第112頁
158. 1 2 3 4 5 6  Gröner，第118頁
159. ↑  Rohwer，第2頁
160. ↑  Williamson，第12頁
161. ↑  Hildebrand, Röhr & Steinmetz，第57頁
162. 1 2  Koop & Schmolke，第45頁
163. ↑  Williamson，第11頁
164. 1 2  Williamson，第13頁
165. 1 2  Gardiner & Chesneau，第229頁
166. 1 2 3 4 5 6 7 8 9 10 11 12 13  Gardiner & Chesneau，第230頁
167. ↑  Williamson，第14–24頁
168. ↑  Rohwer，第18頁
169. ↑  Williamson，第17, 21頁
170. ↑  Williamson，第33–34頁
171. ↑  Rohwer，第404頁
172. 1 2 3 4 5 6  Gröner，第119頁
173. 1 2 3 4 5  Gröner，第119–120頁
174. 1 2 3 4 5 6 7 8  Gardiner & Chesneau，第231頁
175. ↑  Gardiner & Chesneau，第230–231頁
176. ↑  Whitley, No. 1，第235頁
177. ↑  Williamson，第36頁
178. ↑  Whitley, No. 2，第250頁
179. ↑  Rohwer，第10–11頁
180. ↑  Williamson，第37頁
181. ↑  Whitley, No. 2，第252–254頁
182. ↑  日本海人社 & 德国巡洋舰史，第116頁
183. ↑  Williamson，第38–39頁
184. ↑  Whitley, No. 2，第254–255頁
185. ↑  Zabecki，第901頁
186. 1 2 3  Gröner，第124頁
187. 1 2  Gröner，第124–125頁
188. 1 2  Gardiner & Chesneau，第232頁
189. 1 2 3 4  Gröner，第125頁